# 森中高史
森中 高史（もりなか たかふみ、1979年8月10日 - ）は、日本の政治家。滋賀県守山市長（1期）。元総務省官僚。

## 来歴
東京都出身。桐朋高等学校、東京大学法学部卒業。2002年、総務省入省。秋田県庁へ出向する。2003年、総務省消防庁防災課勤務。2005年、総務省自治財政局地方債課係長。2007年、公営企業金融公庫（現：地方公共団体金融機構）へ出向する。2008年、守山市役所へ出向する。2010年、内閣官房（首相官邸）へ出向する。官邸危機管理センターで東日本大震災の初動対応にあたる。2013年、岡山県財政課長。2015年、総務省自治税務局固定資産税課課長補佐。2016年、総務省大臣官房個人番号企画室課長補佐。2018年、滋賀県総務部管理監行政経営企画担当、商工観光労働部長、総務部長。2022年、総務省地域力創造グループ地域情報化企画室勤務。総務省消防庁地域防災室長。
2022年9月に総務省を退官し、2023年1月の守山市長選挙に立候補し、無投票で初当選した。同年2月20日に市長に就任した。